# Don't Bring Me Down (EP)
Don't Bring Me Down es el primer EP de la cantante australiana Sia publicado en 2004. Publicado junto con su tercer álbum de estudio Colour the Small One también en 2004. 

## Recepción Crítica
Katherine Tomlinson, de All Gigs UK, dijo: "Don't Bring Me Down cuenta con voces que respiran, reflejando el último estilo llevado a la fama por Katie Melua y Norah Jones, con cuerdas inquietantes y voces de ensueño." Tareck Ghoneim de Contact Music dijo que este EP demuestra la singularidad de Sia. Dijo: "Su voz se expresa sutilmente con convicción y muestra profundidad cuando es necesario. Es la esencia encantadora de Sia lo que la hace tan atractiva de escuchar" Carmine Pascuzzi en una crítica del álbum dijo de la canción: "La guitarra acústica se asienta maravillosamente sobre las cuerdas sentidas". Sin embargo, en una crítica del álbum, Chris Ott de Pitchfork Media dijo que el primer sencillo "Don't Bring Me Down" fue la elección equivocada, describiéndolo como "una puñalada adornada, medio dormida en el trip-hop comercial hambriento de un buen gancho".

## Lista de canciones
| Don't Bring Me Down - EP |                       |                             |               |          |  |
| N.º                      | Título                | Escritor(es)                | Productor     | Duración |  |
| 1.                       | «Don't Bring Me Down» | Blair MacKichan, Sia Furler | Jimmy Hogarth | 4:27     |  |
| 2.                       | «Broken Biscuit»      | Chad Ficsher, Sia Furler    | Jimmy Hogarth | 4:56     |  |
| 3.                       | «Lucky»               | Sam Dixon, Sia Furler       | Jimmy Hogarth | 3:16     |  |
| 4.                       | «So Bored»            | Boo Hewerdine, Sia Furler   | Jimmy Hogarth | 3:09     |  |
| 15:08                    |                       |                             |               |          |  |

- Nota: La pista 2 está disponible en la reedición estadounidense de Colour the Small One. Las pistas 3 y 4 del EP están en la versión digital de lujo de Colour the Small One.

## Créditos y Personal
Créditos tomados de Discogs
- Diseño, dirección artística - Blue Source
- Ingeniero - Cameron Craig
- Ingeniero [Asistente] - Patrick Moore (2)
- Ingeniero [Masterización] - Bob Ludwig
- Mezclado por - Tchad Blake
- Fotografía [Portada] - Martin Gerlach
- Productor - Jimmy Hogarth
- Composición y voz [Canto] - Sia Furler